# Knapton, York
Knapton är en by i civil parish Rufforth with Knapton, i kommunen City of York, i grevskapet North Yorkshire, i England. Byn är belägen 4 km från York. Knapton var en civil parish 1866–1988 när blev den en del av Rufforth. Civil parish hade 87 invånare år 1961. Byn nämndes i Domedagsboken (Domesday Book) år 1086, och kallades då Cnapetone.